# 幾內亞扁鱂
幾內亞扁鱂（学名：Epiplatys guineensis ），為輻鰭魚綱鯉齒目鰕鱂亞目鰕鱂科的一種熱帶淡水魚，其种加词“guineensis”意为“几内亚的”。被IUCN列為易危保育類動物，分布於非洲幾內亞淡水流域，體長可達7公分，棲息在底中層水域，生活習性不明，可作為觀賞魚。